# 芬兰社会民主党
芬兰社会民主党（芬蘭語：Suomen Sosialidemokraattinen Puolue），简称社民党（SDP），芬兰中間偏左政党，1899年成立，原名芬兰工人党。现为芬兰三大政党之一，另外两个政党是芬兰民族联合党和正统芬兰人党。现任党主席为安蒂·林特曼。该党曾多次执政及加入聯合政府，并为芬兰制订了很多基本国策。2019年6月起至2020年4月为执政党。意识形态为社会民主主义，并跟芬兰工会中央组织有紧密关系。该党为社会党国际和欧洲社会党的成员。

## 歷史
在20世纪初期社民党通常能获得大约40%的选票，但在1918年芬兰内战后，共产主义者退出该党并成立芬兰共产党。从此之后社民党在芬兰共产党或其同盟可以参选的选举中通常能得到20%至29%的选票。
从1982年至2012年毫无中断的30年里，芬兰总统均为社民党成员，此外，社民党亦參加多屆的聯合政府。在1987年前，社民党長期與芬兰中间党結盟，長期把芬兰民族联合党排斥在外。
1995至2003年，社民党與聯合党組成聯合政府，由帕沃·利波寧出任總理。2003至2007年與中间党組成聯合政府。
在2007年的议会选举中，社民党得到了21.4%的选票并丧失了8席，成為在野黨。在2008年的市镇议会选举中，社民党的支持率继续下降，且降幅为自1960年以来最大。
在2011年的议会选举中该党得到19.1%的选票，丧失了三位议席，总议席数为42个，但成為第二大党，與芬兰民族联合党組成聯合政府。
在2015年的议会选举中，该党的支持率继续下跌至16.5%及34席，首次失去三大黨地位。
在2019年的议会选举中社民党虽然以17.7%微弱优势在1999年后首次成为议会第一大党，但支持率却为历史第二差的记录。
在2023年的议会选举中，社民党的得票率为19.9%，获得43个席位，排位第三。

## 外部連結
- 芬蘭社會民主黨官方网站 （页面存档备份，存于） （文） （瑞典文） （英文） （俄文）